# Torre de los Donceles (Córdoba)
La torre de los Donceles fue una torre situada en la entrada este de Córdoba (España), junto a la también desaparecida Puerta de Andújar.

## Historia
Era una de las alcaidías de Córdoba y debía su título a estar guardada por la parte más joven del ejército cristiano y servir después de reclusión a los hijos de los nobles cordobeses que cometían alguna falta. Los nuevos alcaides prestaban en ella su juramento estando veinticuatro horas antes en una de las dos pequeñas habitaciones que formaba, sin comunicación con persona alguna. Por consiguiente allí estuvo cumpliendo aquella obligación el famoso Diego Fernández de Córdoba, que prendió al Rey Chico de Granada.
Muy descuidada desde poco después de la conquista, en 8 de marzo de 1557 se hundió una de las torres que estaba en terreno hoy dentro de la plazuela. Entonces se reedificó aquella parte de muralla y varió la puerta frente a la calle de los Muñices, dándole también una forma gótica cerrándola en 1836, cuando la invasión del cólera, y así permaneció hasta su demolición.

## Arquitectura
Formaba dos torres completamente iguales unidas por un arco, dándolas comunicación en la parte alta y teniendo abajo una de las puertas de la ciudad.